# Elektromosrája-alakúak
Az elektromosrája-alakúak (Torpediniformes) a porcos halak (Chondrichthyes) osztályának cápák és ráják (Elasmobranchii) alosztályába, de külön öregrendbe (Batoidea) tartozó rend. 4 család, 11 neme és 48 faja tartozik a rendhez

## Rendszerezés
A rendhez az alábbi családok, nemek és fajok tartoznak.
- Hypnidae (Gill, 1862) – 1 nem tartozik a családhoz
  - Hypnos (Duméril, 1852) – 1 faj
    - Hypnos monopterygium

- Narcinidae (Gill, 1862) – 4 nem tartozik a családhoz
  - Benthobatis (Alcock 1898) – 4 faj
    - Benthobatis kreffti
    - Benthobatis marcida
    - Benthobatis moresbyi

  - Diplobatis (Bigelow & Schroeder, 1948) – 4 faj
    - Diplobatis colombiensis
    - Diplobatis guamachensis
    - Diplobatis ommata
    - Diplobatis pictus

  - Discopyge Tschudi, 1846) – 1 faj
    - Discopyge tschudii

  - Narcine (Henle, 1834) – 15 faj
    - Narcine bancroftii
    - Narcine bentuviai
    - Narcine brasiliensis
    - Narcine brunnea
    - Narcine insolita
    - Narcine lasti
    - Narcine leoparda
    - Narcine maculata
    - Narcine oculifera
    - Narcine prodorsalis
    - Narcine rierai
    - Narcine schmitti
    - Narcine timlei
    - Narcine vermiculatus
    - Narcine westraliensis

- Narkidae (Fowler, 1934) – 5 nem tartozik a családhoz
  - Crassinarke (Takagi, 1951) – 1 faj
    - Crassinarke dormitor

  - Heteronarce (Regan, 1921) – 2 faj
    - Heteronarce garmani
    - Heteronarce mollis

  - Narke (Kaup, 1826) – 3 faj
    - Narke capensis
    - Narke dipterygia
    - Narke japonica

  - Temera (Gray, 1831) – 1 faj
    - Temera hardwickii

  - Typhlonarke (Waite, 1909) – 1 faj
    - Typhlonarke aysoni

- Zsibbasztórája-félék (Torpedinidae) – 1 nem tartozik a családhoz
  - Torpedo (Houttuyn, 1764) – 15 faj
    - Torpedo adenensis
    - Torpedo andersoni
    - Torpedo bauchotae
    - Torpedo californica
    - Torpedo fuscomaculata
    - Torpedo mackayana
    - Torpedo macneilli
    - Márványos zsibbasztó rája (Torpedo marmorata)
    - Atlanti zsibbasztó rája (Torpedo nobiliana)
    - Torpedo panthera
    - Torpedo peruana
    - Torpedo sinuspersici
    - Torpedo tokionis
    - Torpedo torpedo
    - Torpedo tremens